# Międzynarodowy Puchar Piłkarski (1965/1966)
Międzynarodowy Puchar Piłkarski 1965/1966 zwany także Pucharem Karla Rappana był 5. edycją piłkarskiego turnieju. Turniej zorganizowano z udziałem 32 drużyn. Zespoły zostały podzielone na osiem grup po cztery zespoły każda. Podobnie jak w pierwszym sezonie, zespoły podzielono według ich położenia geograficznego. W grupach „A” zagrały kluby z Republiki Federalnej Niemiec, Holandii, Szwajcarii i Szwecji, a w grupach „B” drużyny reprezentujące Niemiecką Republikę Demokratyczną, Jugosławię, Polskę i Czechosłowację. Ośmiu zwycięzców grup awansowało do rundy pucharowej. Zwycięzcą turnieju został Lokomotive Leipzig

## Grupa A1
| Lp. | Drużyna              | M | Z | R | P | B+ | B- | +/– | Pkt |              |     | LUG | MLÖ | ADO | BNE |
| --- | -------------------- | - | - | - | - | -- | -- | --- | --- | ------------ | --- | --- | --- | --- | --- |
| 1   | Lugano               | 6 | 3 | 2 | 1 | 9  | 4  | +5  | 8   | awans do 1/4 |     | —   | 1–0 | 3–0 | 1–2 |
| 2   | Malmö FF             | 6 | 2 | 2 | 2 | 7  | 7  | 0   | 6   |              |     | 1–1 | —   | 2–1 | 2–0 |
| 3   | ADO                  | 6 | 2 | 1 | 3 | 7  | 9  | −2  | 5   |              | 0–2 | 1–1 | —   | 2–1 |     |
| 4   | Borussia Neunkirchen | 6 | 2 | 1 | 3 | 7  | 10 | −3  | 5   |              | 1–1 | 3–1 | 0–3 | —   |     |

## Grupa A2
| Lp. | Drużyna            | M | Z | R | P | B+ | B- | +/– | Pkt |              |     | FOR | KAI | DGÅ | GRA |
| --- | ------------------ | - | - | - | - | -- | -- | --- | --- | ------------ | --- | --- | --- | --- | --- |
| 1   | Fortuna '54 Geleen | 6 | 5 | 0 | 1 | 10 | 3  | +7  | 10  | awans do 1/4 |     | —   | 2–0 | 3–0 | 2–1 |
| 2   | Kaiserslautern     | 6 | 2 | 2 | 2 | 8  | 10 | −2  | 6   |              |     | 2–1 | —   | 0–3 | 1–1 |
| 3   | Djurgårdens IF     | 6 | 2 | 1 | 3 | 9  | 11 | −2  | 5   |              | 0–1 | 1–1 | —   | 4–2 |     |
| 4   | Grasshopper        | 6 | 1 | 1 | 4 | 10 | 13 | −3  | 3   |              | 0–1 | 2–4 | 4–2 | —   |     |

## Grupa A3
| Lp. | Drużyna              | M | Z | R | P | B+ | B- | +/– | Pkt |              |     | NOR | PSV | FRA | LCH |
| --- | -------------------- | - | - | - | - | -- | -- | --- | --- | ------------ | --- | --- | --- | --- | --- |
| 1   | IFK Norrköping       | 6 | 4 | 1 | 1 | 16 | 7  | +9  | 9   | awans do 1/4 |     | —   | 2–3 | 1–0 | 7–1 |
| 2   | PSV Eindhoven        | 6 | 4 | 0 | 2 | 15 | 12 | +3  | 8   |              |     | 1–3 | —   | 3–0 | 2–1 |
| 3   | Eintracht Frankfurt  | 6 | 2 | 0 | 4 | 11 | 11 | 0   | 4   |              | 1–2 | 4–2 | —   | 4–0 |     |
| 4   | FC La Chaux-de-Fonds | 6 | 1 | 1 | 4 | 8  | 20 | −12 | 3   |              | 1–1 | 2–4 | 3–2 | —   |     |

## Grupa A4
| Lp. | Drużyna                      | M | Z | R | P | B+ | B- | +/– | Pkt |              |     | ÖRG | SPR | BRU | LUZ |
| --- | ---------------------------- | - | - | - | - | -- | -- | --- | --- | ------------ | --- | --- | --- | --- | --- |
| 1   | Örgryte Göteborg             | 6 | 3 | 2 | 1 | 16 | 9  | +7  | 8   | awans do 1/4 |     | —   | 1–1 | 3–1 | 8–1 |
| 2   | Sparta Rotterdam             | 6 | 2 | 4 | 0 | 10 | 6  | +4  | 8   |              |     | 2–2 | —   | 3–0 | 0–0 |
| 3   | Braunschweiger TSV Eintracht | 6 | 2 | 1 | 3 | 16 | 12 | +4  | 5   |              | 3–0 | 1–2 | —   | 7–0 |     |
| 4   | FC Luzern                    | 6 | 0 | 3 | 3 | 8  | 23 | −15 | 3   |              | 1–2 | 2–2 | 4–4 | —   |     |

## Grupa B1
| Lp. | Drużyna          | M | Z | R | P | B+ | B- | +/– | Pkt |              |     | MOT | TAT | SZO | RIJ |
| --- | ---------------- | - | - | - | - | -- | -- | --- | --- | ------------ | --- | --- | --- | --- | --- |
| 1   | Motor Jena       | 6 | 4 | 1 | 1 | 10 | 4  | +6  | 9   | awans do 1/4 |     | —   | 0–0 | 2–0 | 3–1 |
| 2   | Tatran Prešov    | 6 | 3 | 2 | 1 | 5  | 2  | +3  | 8   |              |     | 0–1 | —   | 1–0 | 3–1 |
| 3   | Szombierki Bytom | 6 | 2 | 0 | 4 | 6  | 6  | 0   | 4   |              | 3–1 | 0–1 | —   | 0–1 |     |
| 4   | NK Rijeka        | 6 | 1 | 1 | 4 | 3  | 12 | −9  | 3   |              | 0–3 | 0–0 | 0–3 | —   |     |

## Grupa B2
| Lp. | Drużyna            | M | Z | R | P | B+ | B- | +/– | Pkt |              |     | EMP | ZSO | RAD | KOS |
| --- | ------------------ | - | - | - | - | -- | -- | --- | --- | ------------ | --- | --- | --- | --- | --- |
| 1   | Empor Rostock      | 6 | 4 | 0 | 2 | 12 | 4  | +8  | 8   | awans do 1/4 |     | —   | 3–0 | 3–0 | 3–0 |
| 2   | Zagłębie Sosnowiec | 6 | 3 | 1 | 2 | 13 | 10 | +3  | 7   |              |     | 2–1 | —   | 5–2 | 3–0 |
| 3   | Radnički Nisz      | 6 | 2 | 1 | 3 | 11 | 13 | −2  | 5   |              | 2–1 | 0–0 | —   | 7–2 |     |
| 4   | VSS Košice         | 6 | 2 | 0 | 4 | 8  | 17 | −9  | 4   |              | 0–1 | 4–3 | 2–0 | —   |     |

## Grupa B3
| Lp. | Drużyna          | M | Z | R | P | B+ | B- | +/– | Pkt |              |     | ŽEL | LEI | GWA | BAN |
| --- | ---------------- | - | - | - | - | -- | -- | --- | --- | ------------ | --- | --- | --- | --- | --- |
| 1   | Željezničar      | 6 | 2 | 3 | 1 | 9  | 7  | +2  | 7   |              |     | —   | 2–2 | 2–1 | 3–1 |
| 2   | SC Leipzig       | 6 | 2 | 2 | 2 | 10 | 11 | −1  | 6   | awans do 1/4 |     | 0–0 | —   | 2–1 | 4–1 |
| 3   | Gwardia Warszawa | 6 | 3 | 0 | 3 | 10 | 13 | −3  | 6   |              |     | 2–1 | 3–2 | —   | 1–5 |
| 4   | Baník Ostrawa    | 6 | 2 | 1 | 3 | 13 | 11 | +2  | 5   |              | 1–1 | 4–0 | 1–2 | —   |     |

1. ↑  Željezničar został wykluczony z międzynarodowych zawodów przez Jugosłowiański FA, zamiast niego do fazy pucharowej awansował SC Leipzig.

## Grupa B4
| Lp. | Drużyna             | M | Z | R | P | B+ | B- | +/– | Pkt |              |     | CHE | SLO | ZAG | POG |
| --- | ------------------- | - | - | - | - | -- | -- | --- | --- | ------------ | --- | --- | --- | --- | --- |
| 1   | Chemie Leipzig      | 6 | 4 | 2 | 0 | 10 | 5  | +5  | 10  | awans do 1/4 |     | —   | 2–2 | 1–1 | 1–0 |
| 2   | Slovnaft Bratislava | 6 | 3 | 1 | 2 | 14 | 10 | +4  | 7   |              |     | 0–1 | —   | 3–1 | 4–0 |
| 3   | NK Zagreb           | 6 | 2 | 1 | 3 | 9  | 11 | −2  | 5   |              | 1–2 | 4–2 | —   | 2–0 |     |
| 4   | Pogoń Szczecin      | 6 | 1 | 0 | 5 | 6  | 13 | −7  | 2   |              | 1–3 | 2–3 | 3–0 | —   |     |

## Ćwierćfinał
| Drużyna 1                            | Wynik dwumeczu | Drużyna 2      | Pierwszy mecz | Drugi mecz |
| ------------------------------------ | -------------- | -------------- | ------------- | ---------- |
| Örgryte Göteborg                     | 5:7            | SC Leipzig     | 4:3           | 1:4        |
| IFK Norrköping                       | 3:2            | Motor Jena     | 1:1           | 2:1        |
| Fortuna '54 Geleen                   | 1:2            | Lugano         | 1:1           | 0:1        |
| Empor Rostock                        | 5:5            | Chemie Leipzig | 2:1           | 3:4(dogr.) |
| Po lewej gospodarz pierwszego meczu. |                |                |               |            |

## Półfinał
| Drużyna 1                            | Wynik dwumeczu | Drużyna 2      | Pierwszy mecz | Drugi mecz |
| ------------------------------------ | -------------- | -------------- | ------------- | ---------- |
| SC Leipzig                           | 2:1            | Chemie Leipzig | 1:1           | 1:0        |
| Lugano                               | 1:1            | IFK Norrköping | 0:0           | 1:1(dogr.) |
| Po lewej gospodarz pierwszego meczu. |                |                |               |            |

## Finał
| Drużyna 1                            | Wynik dwumeczu | Drużyna 2          | Pierwszy mecz | Drugi mecz |
| ------------------------------------ | -------------- | ------------------ | ------------- | ---------- |
| IFK Norrköping                       | 1:4            | Lokomotive Leipzig | 1:0           | 0:4        |
| Po lewej gospodarz pierwszego meczu. |                |                    |               |            |